# Neta (sieć)
Neta – sieć zastawna w postaci pionowej zapory o długości ok. 50 m oraz wysokości ok. 2 m. Używana do połowu ryb dennych (gł. flądrokształtnych, także dorszy).